# NGC 5083
NGC 5083 é uma galáxia espiral barrada (SBc) localizada na direcção da constelação de Canes Venatici. Possui uma declinação de +39° 35' 22" e uma ascensão recta de 13 horas, 19 minutos e 03,1 segundos.
A galáxia NGC 5083 foi descoberta em 14 de Junho de 1885 por Lewis A. Swift.